# ليزا هاموند
ليزا هاموند (بالإنجليزية: Lisa Hammond)‏ هي ممثلة بريطانية، ولدت في 1983 في لندن في المملكة المتحدة.

## وصلات خارجية
- ليزا هاموند على موقع IMDb (الإنجليزية)
- ليزا هاموند على موقع ألو سيني (الفرنسية)
- ليزا هاموند على موقع قاعدة بيانات الأفلام السويدية (السويدية)
- ليزا هاموند على موقع كينوبويسك (الروسية)